# Попеляев, Андрей Владимирович
Андрей Владимирович Попеляев (укр. Андрій Володимирович Попеляєв; Andriy Popelyayev, род. 1963) — советский и украинский спортсмен и тренер; Заслуженный тренер Украины (2014), Заслуженный работник физической культуры и спорта Украины

## Биография
Родился 4 июля 1963 года в Барнауле.
Занятия легкой атлетикой начал в 1977 году в Ровенской ДЮСШ «Авангард» у Юдиной Антонины Васильевны, которая, увидев в нем способности бегуна на выносливость, передала юношу в группу Дубича Валерия Петровича.
В 1984 году окончил спортивный факультет Киевского государственного института физкультуры в Харькове (ныне Харьковская государственная академия физической культуры), где занимался лёгкой атлетикой под руководством заслуженного тренера Украины — Леонида Подоплелова. Рекордсмен Украины с 1984 года в беге на 3000 метров с препятствиями с результатом 8.21,75  который не побит до настоящего времени.
Рекордсмен СССР среди молодежи в беге на 3000 метров с препятствиями с результатом - 8.21,75.
В 1995 году Андрей Попеляев занял второе место на Кубке Украины и не попал на кубок Европы (в сборную Украины тогда брали только победителей), поэтому решил завершить свою карьеру спортсмена и занялся тренерской работой. С 1999 года работает тренером отделения легкой атлетики в Ровенской областной школе высшего спортивного мастерства. Также являлся (2013-2016) вице-президентом федерации легкой атлетики Ровенской области. Андрей Владимирович Попеляев является Почётным гражданином города Ровно, где проживает в настоящее время.

### Тренерская деятельность
За период тренерской работы А. В. Попеляев подготовил девять мастеров спорта Украины, четырёх мастеров спорта Украины международного класса и заслуженного мастера спорта ( Наталья Прищепа ). Его воспитанники неоднократно становились победителями и призерами чемпионатов Европы, Украины и международных соревнований:
- Вадим Слободенюк[5] — мастер спорта международного класса, серебряный призер чемпионата Европы среди юниоров 1999 года и серебряный призер чемпионата Европы среди молодежи 2001 года, принимал участие в ХХVІІІ и ХХХ летних Олимпийских играх, многократный чемпион Украины;
- Наталья Прищепа[6] — заслуженный мастер спорта, чемпионка Европы среди юниоров 2013 года, призер чемпионата Европы среди молодежи 2015 года, чемпионка Европы 2016 и 2018 годов в беге на 800 м, полуфиналистка ХХХІ летних Олимпийских игр; победительница ІІ Европейских игр-2019, победительница ІІІ Европейских игр-2023
- Михаил Иверук[укр.] — мастер спорта международного класса, чемпион Украины 2002 и 2006 годов в беге на 10000 м и призер 2010—2013 годов (5000 м, 10000 м, марафон);
- Светлана Станко[7] — мастер спорта международного класса, чемпионка Украины 2012-2013 годов в марафонском беге, принимала участие в ХХХІ летних Олимпийских играх